# Parfum d'absinthe
Pour plus de détails, voir Fiche technique et Distribution.
Parfum d'absinthe (titre original : Was nützt die Liebe in Gedanken, « À quoi bon l'amour en pensées », souvent raccourci en die Liebe in Gedanken « L'amour en pensées » ; titre de la version anglophone : Love in Thoughts « L'amour en pensées ») est un film allemand réalisé par Achim von Borries.
Il s'agit d'un drame romantique sur la tragédie de Steglitz, un fait divers qui secoua l'Allemagne des années 1920, autour d'un club du suicide impliquant des adolescents de la haute société. Les héros sont interprétés par August Diehl (Günther Scheller), Daniel Brühl (Paul Krantz), Anna Maria Mühe (Hilde Scheller) et Thure Lindhardt (Hans Stephan).

## Synopsis
Le film, qui se passe durant l'été 1927, s'ouvre sur l'interrogatoire du poète et fils d'ouvrier Paul Krantz (Daniel Brühl), âgé de 18 ans, en raison de la mort de plusieurs de ses amis au cours d'un week-end entre jeunes ayant à première vue tourné au suicide collectif. La suite est un flash-back du point de vue de Paul sur le processus ayant mené à la tragédie, avec pour toile de fond son amitié particulière avec Günther Scheller (August Diehl), fils d'aristocrates, qui est du même âge et homosexuel.
Issus de la même école à Mariendorf, Paul suit Günther dans la maison de campagne des parents de celui-ci, absents pour voyage d'affaires. Ils y retrouvent Hilde (Anna Maria Mühe), sœur de Günther, âgée de 16 ans. À l'occasion d'une soirée organisé par Günther, un étrange manège prend forme avec pour centre de gravité Hilde : une imbrication de triangles amoureux incluant Günther, Paul, un ancien amant de Günther du nom de Hans Stephan (Thure Lindhardt), 19 ans, et une amie de Hilde du nom d'Elli (Jana Pallaske), 16 ans.

## Fiche technique
- Titre : Parfum d'absinthe

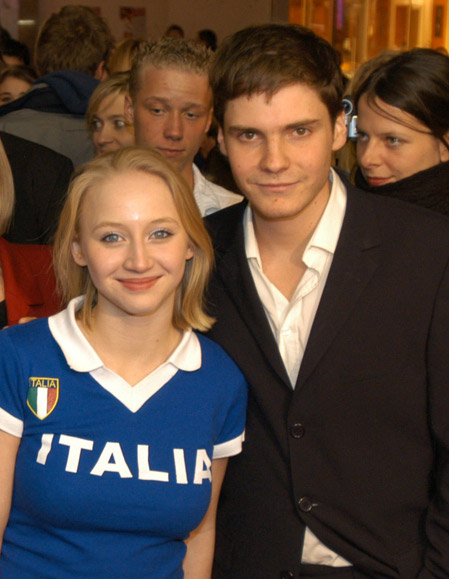
Les acteurs principaux Daniel Brühl et Anna Maria Mühe à la première du film en 2004.

- Titre original : Was nützt die Liebe in Gedanken
- Réalisation : Achim von Borries
- Scénario : Henk Handloegten, Annette Hess, Alexander Pfeuffer et Achim von Borries
- Musique : Thomas Feiner et Ingo Frenzel
- Photographie : Jutta Pohlmann
- Montage : Gergana Voigt et Antje Zynga
- Production : Stefan Arndt, Christophe Mazodier et Manuela Stehr
- Société de production : X-Filme Creative Pool, ZDF et Arte
- Pays d’origine : Allemagne
- Société de distribution : Antiprod (France)
- Genre : Biopic, drame et romance
- Langue : allemand  doublé en français lors de son exploitation en France
- Durée : 89 minutes
- Dates de sortie : 
  -  Allemagne : 24 novembre 2004
  -  France : 1er décembre 2004

## Distribution
- Daniel Brühl : Paul Krantz
- August Diehl : Günther Scheller
- Anna Maria Mühe : Hilde Scheller
- Jana Pallaske : Elli
- Thure Lindhardt : Hans
- Verena Bukal : Rosa
- Julia Dietze : Lotte
- Buddy Elias : Dr. Frey
- Luc Feit : Zipfer
- Marius Frey : Bittner
- Holger Handtke : Wieland
- Jonas Jägermeyr : Pit
- Christoph Luser : Macke
- Tino Mewes : Django

## Récompenses
2004

- Festival Européen du Film de Bruxelles

Achim von Borries nommé au Golden Iris
- Festival international du film de Chicago

Achim von Borries nommé au Gold Hugo
- Festival international du film de Copenhague

Anna Maria Mühe remporte le Golden Swan de la meilleure actrice 

- Prix du cinéma européen

Daniel Brühl remporte l'Audience Award du meilleur acteur 

- New Faces Awards, Allemagne

Achim von Borries remporte le prix du New Faces Award dans la catégorie réalisation

- Festival international du film de São Paulo

Achim von Borries nommé pour le prix international du jury 

- Undine Awards, Autriche

August Diehl remporte le prix Undine Award dans la catégorie du meilleur acteur

- Festival du film de Veronne Love Screens

Achim von Borries remporte le prix du meilleur film 

2005

- German Camera Award

Jutta Pohlmann nommé pour le prix German Camera Award dans la catégorie long métrage

- German Film Critics Association Awards

August Diehl remporte le prix du German Film Critics Award dans la catégorie meilleur acteur